# Liberal-Demokratische Partei Deutschlands
Liberal-Demokratische Partei Deutschlands, forkortet LDP eller LDPD, var et blokparti i DDR. Partiet blev grundlagt i juni 1945 i den sovjetiske besættelseszone som et liberalt politisk parti. Som de øvrige blokpartier var partiet sammen med Sozialistische Einheitspartei Deutschlands (SED) en del af Demokratischer Block (1945-50) og senere af Nationale Front (1950-89). Partiet var gennem årene tildelt mellem 45 og 60 pladser i DDR's parlament, Volkskammer, hvor partiet som blokparti understøttede DDR's ledende parti SED.
Under forandringerne i DDR der fulgte efter Murens fald, blev partiet reorganiseret og fusionerde kort efter med blokpartiet NDPD, for derefter at indgå i valgforbundet Bund Freier Demokraten til det frie valg til Volkskammer i 1990, for sluttelig at blive fusioneret med det vesttyske FDP.

## Stiftelse
Ved Potsdamkonferencen i 1945 forpligtede Sovjetunionen sig til at etablere et politisk system i Tyskland, der skulle hvile på et demokratisk grundlag. Som led i denne forpligtelse tillod den sovjetiske militæradministration i Tyskland (SMAD) i sommeren 1945 fire tyske politiske partier: kommunistpartiet (KPD) og socialdemokraterne (SPD) samt to nystiftede partier: det kristendemokratiske Christlich-Demokratische Union Deutschlands (CDU) og Liberal-Demokratische Partei Deutschlands.
Befaling nr. 2 fra SMAD blev udstedt allerede den 10. juni 1945 og foreskrev:
| Citat | [tilladelse til] oprettelse og aktiviteter af alle antifascistiske partier i den sovjetiske besættelseszone i Tyskland, med det formål at opnå den endelige udryddelse af resterne af fascismen og at konsolidere det demokratiske grundlag og de borgerlige frihedsrettigheder i Tyskland og at fremme det frie initiativ og frie aktiviteter for befolkningens brede masser. | Citat |
|       | |       |

Blot 24 timer efter bekendtgørelsen af befaling nr. 2 offentliggjorde Kommunistische Partei Deutschlands (KPD) sin genetablering efter af have været blevet erklæret forbudt i 1933. Den 15. juni blev Sozialdemokratische Partei Deutschlands (SPD) genetableret og den 26. juni 1945 blev CDU etableret i den sovjetiske besættelseszone.
Samtidig med grundlæggelsen af CDU i den sovjetiske besættelseszone mødtes syv tidligere medlemmer af Deutsche Demokratische Partei (DDP) den 16. juni 1945 på initiativ af Wilhelm Külz, Eugen Schiffer og dennes svigersøn Waldemar Koch med henblik på en gendannelse af DDP, der var blevet forbudt i 1933 efter nazipartiets magtovertagelse. Partiprogrammet og sammensætningen af partiledelsen blev hurtigt fastlagt med Koch som formand og Wilhelm Külz som næstformand, men det blev tillige undersøgt, hvorvidt det var muligt sammen med CDU at danne et nyt samlet parti. En sammenlægning med CDU blev ikke til noget grundet uenighed om adskillelse af politik og religion, hvorefter det nye parti den 5. juni 1945 blev stiftet under navnet Liberal-Demokratische Partei Deutschlands (LDP). Partiet henvendte sig hovedsagelig til tidligere medlemmer af Weimarrepublikkens partier DDP, Deutsche Volkspartei og de moderate dele af Deutschnationale Volkspartei. I modsætning til øst-CDU gik LDP ind for bevarelse af privat ejendomsret og var imod nationalisering af råstoffer og statslig kontrol med minedrift og de vigtigste industrier.
Den 10. juli 1945 modtog LDP sin tilladelse fra SMAD under forudsætning af, at det nye parti sluttede sig til Demokratischer Block, en af kommunistpartiet KPD den 11. juni 1945 etableret samarbejdsorganisation, der skulle samle de politiske partier i én samlet blok af anti-fascistiske partier. Allerede i november 1945 måtte LDP's første formand, Waldemar Koch, dog fratræde efter pres fra SMAD for at blive efterfulgt af Wilhelm Külz, der førte en mere sovjetvenlig politik. I december 1945 havde LDP ca. 80.000 medlemmer i den sovjetiske besættelseszone.
Ved de nogenlunde frie valg i den sovjetiske besættelseszone i 1946 opnåede LDP knap 25% af stemmerne og blev derved det næststørste parti efter SED (der kort forinden var etableret gennem en tvungen sammenlægning af SPD med kommunistpartiet KPD) og lige foran CDU. LDP opnåede sit bedste resultat i Sachsen-Anhalt, hvor partiet opnåede 29,9% af stemmerne.

## Forsøg på etablering af fællestysk parti
LDP etablerede i juli 1946 et koordineringsudvalg, der skulle koordinere med de øvrige liberale partier i de vestlige besættelseszoner. Udvalget deltog i et møde i Coburg i november 1946 for at forberede oprettelsen af et fælles-tysk liberalt parti i alle besættelseszoner. Arbejdet førte til, at der den 17. marts 1947 på en konference i Rothenburg ob der Tauber blev stiftet et fælles-tysk liberalt parti, Demokratischen Partei Deutschlands, med deltagelse af politikere fra alle fire besættelseszoner. Wilhelm Külz blev sammen med Theodor Heuss (Demokratische Volkspartei) formand.
Det nye pan-tyske parti oplevede dog hurtigt indre uro. I december 1947 afholdt SED den "1. Tyske Folkekongres for Enhed og Retfærdig Fred". Folkekongressen blev afholdt i forlængelse af sammenbruddet i forhandlingerne mellem Vestmagterne og Sovjetunionen på udenrigsministerkonferencen i London i november 1947 om det besejrede Tysklands fremtid. Külz insisterede på, at LDP skulle deltage i konferencen, hvilket skabte kontrovers. Deltagelsen i folkekonferencen blev diskuteret på LDP's hovedudvalgsmøde den 6. januar 1948 i Weimar, der dog overvejende støttede Külz' linje.
Külz blev inviteret til det efterfølgende hovedbestyrelsesmøde i DPD den 18. januar 1948 i Frankfurt am Main. På mødet tog Theodor Heuss stærk afstand fra LDP’s deltagelse i den Tyske Folkekongres og gav udtryk for, at Külz med sin deltagelse havde støttet “den russiske opfattelse af Tysklands enhed”. DPD’s hovedbestyrelse udsendte en pressemeddelelse, hvori den opfordrede LDP til at lade situationen få “personlige konsekvenser” i LDP. LPD’s ordførende Arthur Lieutenant erklærede herefter, at de øst-liberale under disse omstændigheder anså et videre samarbejde for “tæt på umuligt”. Det var de facto afslutningen på den pan-tyske liberale organisation. DFD blev ikke formelt opløst, men ophørte med at være aktive, og ved Külz’ død i april 1948 blev der ikke valgt en ny formand. Den 10. februar 1948 blev LDP-afdelingen i Berlin opdelt i en vest- og øst-afdeling, og den 12. januar 1949 sluttede Vestberlin-afdelingen sig til det nystiftede vesttyske FDP.

## Opposition og udrensninger
LDP var det parti i den sovjetiske besættelseszone, og senere i DDR, der tydeligst var i opposition til SED og som modsatte sig SED’s krav om lederskabet. Efter den første partileder Wilhelm Külz’ død i april 1948 blev LDP mere kritisk over for SMAD og SED, bl.a. på grund af den stigende Stalinisering.
Grundet LPD’s og CDU’s relative succes ved valgene i 1946 og som følge af LPD’s forholdsvis kritiske holdning til SED og SMAD, blev det mere SED-loyale National-Demokratische Partei Deutschlands (NDPD) grundlagt i 1948 for at tilgodese de sociale klasser, som LDP appellerede til: middelklasse, håndværkere og småhandlende. I slutningen af 1948 opnåede LDP et medlemstal på mere end 200.000,[kilde mangler] hvilket var det højeste partiet opnåede i sin levetid.
LDP tiltrak især unge, der var kritiske over for kommunismen. 23 procent af medlemmerne var yngre end 25 år. Adskillige af disse blev arresteret af den sovjetiske sikkerhedstjeneste NKVD og sendt til fængsel eller til NKVD’s speciallejre, hvoraf flere omkom under umenneskelige forhold. De mest fremtrædende sager var formanden for studenterrådet i Leipzig Wolfgang Natonek (1919–1994), der blev arresteret i november 1948 og dømt til 25 års arbejdslejr (men blev frigivet i 1956 og deporteret til Vesten) samt lederen af ungdomsafdelingen i LDP’s afdeling i Mecklenburg, Arno Esch (født 1928), der blev arresteret i oktober 1949 og skudt i Moskva i 1951. Andre unge liberaldemokrater i denne periode omfattede Karl-Hermann Flach (1929–1973), Hans-Dietrich Genscher (1927–2016), Burkhard Hirsch (* 1930) og Wolfgang Mischnick (1921–2002), der alle flygtede til Vesttyskland i årene omkring 1950 og senere blev fremtrædende FDP-politikere.
Ved en blanding af trusler om opløsning af partiet og arrestationer af flere LDP-medlemmer blev LDP's kritiske holdning gradvist nedbrudt. Derudover blev der fra begyndelsen af 1950’erne gennemført omfattende udrensninger i blokpartierne CDU og LPD. Den 8. august 1950 blev LDP's generalsekretær Günter Stempel arresteret "for at overtræde DDR’s valglov" og idømt 25 års tvangsarbejde. Den 8. december 1950 idømte DDR’s højesteret den tidligere finansminister i Thüringen Leonhard Moog (LDP) og dennes medarbejdere in absentia strenge fængselsstraffe for “sabotage”. Vice-ministerpræsident for DDR og LDP-medformand Hermann Kastner blev afskediget fra sit embede i 1950 efter partiinterne tvister med Hans Loch og Johannes Dieckmann og anklaget for overforbrug og korruption, hvorefter han blev ekskluderet fra partiet. Loch overtog posten som formand. Anklagerne mod Kastner viste sig imidlertid at være ubegrundede, og han blev rehabiliteret året efter.
I oktober 1951 ændrede partiet sin forkortelse fra LDP til LDPD for at understrege navnet "Tyskland" for at imødekomme SED’s daværende ønske om, at DDR skulle repræsentere hele Tyskland.
I december 1952 blev LDPD-medformand og minister for handel og forsyning Karl Hamann gjort til syndebuk for forsyningsmangel og blev idømt ti års fængsel (han blev benådet i 1956 og flygtede derefter til Forbundsrepublikken). Efter udrensningen af Hamann blev Hans Loch den eneste partiformand. Loch var tæt knyttet til SED, der støttede ham.

## Tiden som blokparti
Fra sin stiftelse indgik LDP som et blokparti i den af SMAD og KPD etablerede Demokratischer Block, der bestod af de af SMAD tilladte partier i den sovjetiske besættelseszone (KPD, SPD, CDU og LDP). Kort efter DDR’s oprettelse blev oprettet organet Nationale Front, der under SED’s ledelse samlede de oprindelige partier i Demokratischer Block samt en række interesseorganisationer i DDR. Ved valg til DDR’s parlament Volkskammer blev partierne og organisationerne i Nationale Front tildelt et på forhånd fastsat antal medlemmer i Volkskammer. Det fastsatte antal kandidater blev så herefter optaget på en “enhedsliste”, som vælgerne herefter kunne acceptere eller forkaste i sin helhed. Ved det første valg til Volkskammer den 15. oktober 1950 et år efter DDR’s grundlæggelse blev LDP tildelt 45 ud af 330 pladser.
Efter dannelsen af Nationale Front spillede LPD, ligesom CDU og NDPD og Demokratische Bauernpartei Deutschlands (DBD) ingen selvstændig rolle i DDR udover at være forbindelsesled til bestemte sociale grupper, som SED-staten ikke umiddelbart kunne række ud til. Indtil DDR’s sammenbrud stemte LDP(D) altid sammen med SED og stemte aldrig imod de forslag, der blev forelagt Volkskammer.
Den første præsident for Volkskammer var LPD’s Johannes Dieckmann, der besad denne post indtil 1969. LPD var repræsenteret af tre ministre i DDR’s første regering under ministerpræsident Otto Grotewohl (SED): Hermann Kastner blev vice-ministerpræsident, Karl Hamann minister for handel og forsyning og Hans Loch finansminister. Indtil DDR’s ophør var LDPD repræsenteret i alle regeringer, og fra 1960 i Staatsrat.
Manfred Gerlach var generalsekretær fra 1954 og formand for LDPD fra 1967. Allerede som embedsmand i SED’s ungdomsorganisation Freie Deutsche Jugend (FDJ) fulgte han en tilpasningskurs mod SED. Senere holdt han i 1980’erne samtaler med vesttyske politikere fra FDP. LDPD var det eneste parti, der havde tilladelse til at have kontakter med partier i Vesttyskland.
Som i de andre blokpartier var mange af LDPD’s medlemmer medlem af partiet ikke så meget ud fra politisk overbevisning, men for at undgå at blive tvunget til at blive medlemmer af SED.

## Udenlandske kontakter
LDPD havde kontakt med andre blokpartier i den kommunistiske blok, der også formelt set betegnede sig som liberale. Kontakterne omfattede det polske demokratiske parti (Stronnictwo Demokratyczne, SD), Det tjekkoslovakiske socialistiske parti (Československá strana socialistická, CSS), Vietnams Demokratiske Parti og Nordkoreas Koreas Socialdemokratiske Parti (Chõson Sahoeminjudang, CS).
LDPD havde også kontakter med det vesttyske FDP; i 1960’erne og 1970’erne var relationerne kølige, men blev intensiveret i 1980’erne.

## Opstillinger til valg

### Valgene i 1946 til Landdagene i de enkelte lande
Den 20. oktober 1946 afholdtes valg i den sovjetiske besættelseszone til landdagene i de enkelte lande (delstater), der indgik i besættelseszonen: Mecklenburg-Vorpommern, Brandenburg, Sachsen, Sachsen-Anhalt og Thüringen. Det var de eneste valg, der blev afholdt i besættelseszonen mellem krigens afslutning og oprettelsen af DDR i 1949.
I valget deltog SED, de to blokpartier CDU og LDP samt landbrugsforeningen Vereinigung der gegenseitigen Bauernhilfe (VdgB). I Sachsen var tillige opstillet interesseorganisationerne Kulturbund zur demokratischen Erneuerung Deutschlands og Frauenausschüsse. Valgene var forholdsvis frie, og blev en skuffelse for SED og de sovjetiske myndigheder, hvilket bl.a. resulterede i intensivering af kontrol med blokpartierne samt udviklingen af et nyt valgsystem, hvor der ikke længere kunne stemmes på enkelte partier, men derimod alene på en af SED tilrettelagt enhedsliste, hvor mandaterne på forhånd var fordelt, hvorefter vælgerne enten kunne stemme for eller imod listen i sin helhed.
Resultater
| Valgkreds              | Stemmer   | %    | Mandater  |
| ---------------------- | --------- | ---- | --------- |
| Brandenburg            | 298.607   | 20,6 | 20 / 100  |
| Mecklenburg-Vorpommern | 138.662   | 12.5 | 11 / 90   |
| Sachsen                | 813.224   | 24,7 | 30 / 120  |
| Sachsen-Anhalt         | 696.669   | 29,9 | 32 / 109  |
| Thüringen              | 472.959   | 28,5 | 28 / 100  |
| I alt                  | 2,420,121 | 24,6 | 121 / 519 |

### Valg til Volkskammer
Som et blokparti var LDP(D) opstillet til alle valg til Volkskammer, der fandt sted fra 1950 til det sidste valg i 1990. Til alle valg, bortset fra valget i 1990, kunne vælgerne alene tage stilling til en af SED fastlagt enhedsliste med en forudfastsat fordeling af mandater, som vælgerne kunne acceptere eller forkaste.
Resultater
| Valg | Stemmer                                            | %                               | Mandater | +/–     |
| ---- | -------------------------------------------------- | ------------------------------- | -------- | ------- |
| 1949 | Som del af Demokratischer Block                    | Som del af Demokratischer Block | 45 / 330 | –       |
| 1950 | Som del af Nationale Front                         | Som del af Nationale Front      | 60 / 400 | 15      |
| 1954 | Som del af Nationale Front                         | Som del af Nationale Front      | 45 / 400 | 15      |
| 1958 | Som del af Nationale Front                         | Som del af Nationale Front      | 45 / 400 | Uændret |
| 1963 | Som del af Nationale Front                         | Som del af Nationale Front      | 45 / 434 | Uændret |
| 1967 | Som del af Nationale Front                         | Som del af Nationale Front      | 45 / 434 | Uændret |
| 1971 | Som del af Nationale Front                         | Som del af Nationale Front      | 45 / 434 | Uændret |
| 1976 | Som del af Nationale Front                         | Som del af Nationale Front      | 45 / 434 | Uændret |
| 1981 | Som del af Nationale Front                         | Som del af Nationale Front      | 52 / 500 | 7       |
| 1986 | Som del af Nationale Front                         | Som del af Nationale Front      | 52 / 500 | Uændret |
| 1990 | Som en del af valgforbundet Bund Freier Demokraten | 5.3%                            | 10 / 400 | 42      |

1. ↑  Valget var et valg til den 3. Deutscher Volkskongress. Opstilling skete på en enhedsliste. De valgte indtrådte ved DDR's oprettelse få måneder senere i  Volkskammer.

## Frigørelse fra SED og fusion med FDP
Da der i efteråret 1989 i DDR opstod massedemonstrationer og masseflugt til Vesten samt en række borgergrupper og nye partier, begyndte det indtil da loyale blokparti LDPD, at distancere sig fra SED. LDPD var det første blokparti, der i offentligt forum kritiserede SED. LDPD-formand Manfred Gerlach lagde i september 1989 afstand til SED, da han i et debatindlæg i partiavisen Der Morgen forsigtigt tog demonstranterne i forsvar, ligesom han måneden efter den 13. oktober 1989 i Der Morgen stillede spørgsmålstegn ved SED’s indtil da ubestridte rolle som det altafgørende parti i DDR.
Begivenhederne under Die Wende tog for alvor fart med Berlinmurens fald den 9.-10. november 1989, og den 1. december 1989 vedtog DDR’s Volkskammer ændringer til DDR’s forfatning, der bl.a. indebar en fjernelse af artikel 1, der havde fastslået, at DDR var en socialistisk stat ledet af SED. Forfatningsændringen gjorde Nationale Front overflødig, og den 4. december 1989 forlod LDPD sammen med CDU organisationen. Dagen inden var SED’s politbureau og centralkomité trådt tilbage, og den 6. december fratrådte DDR’s statsoverhoved, SED’s Egon Krenz, sine politiske poster i DDR-staten. Som ny formand for DDR’s Staatsrat blev udpeget LDPD’s Manfred Gerlach, der derved blev det første ikke-kommunistiske statsoverhoved i DDR.
LDPD og Gerlach så sig selv som den nye liberale kraft i DDR, men fandt dog ikke anledning til selvransagelse over partiets rolle som loyalt støtteparti for SED gennem hele partiets levetid. På partidagen den 10. februar 1989 blev truffet beslutning om at undlade “D’et” i det forkortede navn og i stedet bruge forkortelsen LDP fra partiets tidligere dage. På den samme partikongres blev Rainer Ortleb valgt til den sidste formand for partiet, og der blev optaget formelle kontakter med det vesttyske FDP.
Op til det første frie valg til Volkskammer grundlagde LDP den 12. februar 1990 en valgalliance med de nye liberale partier Deutsche Forumpartei og F.D.P. der DDR under navnet Bund Freier Demokraten (BFD). BFD opnåede imidlertid kun 5,3 procent på valgdagen den 18. marts 1990 og fik således 21 mandater i det nye Volkskammer.
Den 11. august 1990 fusionerede Bund Freier Demokraten med det vesttyske FDP, og LPD ophørte således som selvstændigt parti. Den 3. oktober 1990 blev DDR’s delstater optaget i Forbundsrepublikken, og DDR ophørte som statsdannelse. LDP's formue blev efter genforeningen overdraget til Treuhandanstalt.

## Partiavis
LDPD's partiavis var dagbladet Der Morgen. Dagbladet lukkede i 1991 grundet kraftig nedgang i oplaget efter Murens fald.
LDPD havde tillige en række regionale partiaviser, hvoraf kun Thüringische Landeszeitung overlevede omvæltningerne i DDR. Sächsisches Tageblatt fusionierede med øst-CDU's Union og NDPD's Sächsischen Neuesten Nachrichten og blev til Dresdner Neueste Nachrichten. Norddeutsche Zeitung (ikke at forveksle med den vesttyske avis med samme navn) med hovedredaktion i Mecklenburg og Liberal-Demokratische Zeitung (Sachsen-Anhalt) blev lukket.

## Personalien

### Partiformænd
- Waldemar Koch
1945
- Wilhelm Külz
1945–1948
- Arthur Lieutenant
1948
- Karl Hamann
1948–1952
- Hermann Kastner
1949–1950
- Hans Loch
1951–1960
- Max Suhrbier
1960–1967
- Manfred Gerlach
1967–1990
- Rainer Ortleb
1990

### Generalsekretærer
- Günter Stempel
1948–1950
- Herbert Täschner
1950–1954
- Manfred Gerlach
1954–1967